# Ectatomma parasiticum
Ectatomma parasiticum is een mierensoort uit de onderfamilie van de Ectatomminae. De wetenschappelijke naam van de soort is voor het eerst geldig gepubliceerd in 2008 door Feitosa & Fresnau.
Ectatomma parasiticum is een sociale parasiet die kolonies van Ectatomma tuberculatum parasiteert. Dit is de enige bekende parasitische soort uit de onderfamilie Ectatomminae.